# 日興

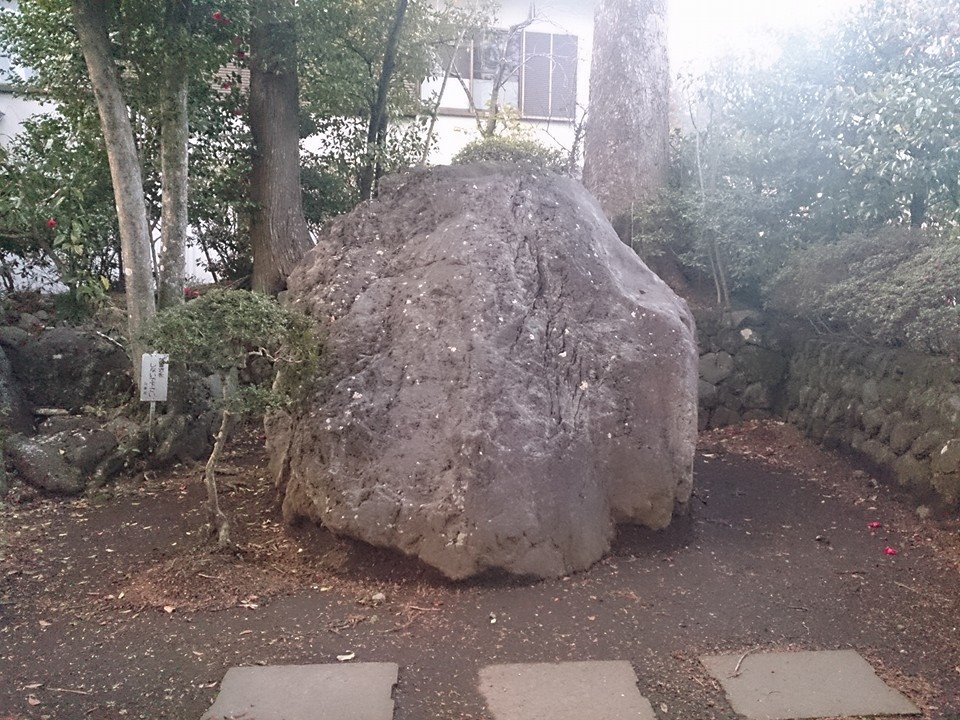
『日興上人説法石』（大石寺境内）大石寺開創までの間この上で日興がしばしば説法した、と日蓮正宗では云われている。

日興（にっこう・にちこう、寛元4年3月8日（1246年3月26日）- 元弘3年/正慶2年2月7日（1333年2月21日））は、鎌倉時代の僧侶。
日蓮宗を開いた日蓮の高弟であり、日蓮が定めた本弟子六老僧の一人。白蓮阿闍梨(びゃくれんあじゃり)と称する。日蓮宗富士派、日興門流、興門派の祖。
日蓮滅後、身延山を下山して富士上野の地に大石寺を開き、後に本陣を北山へ移し北山本門寺を開く。興門流寺院、日蓮正宗、日蓮本宗、日蓮実宗等では第二祖として定められ、開山上人として仰がれている 。

## 生涯

### 誕生と幼年時代
日興は寛元4年（1246年）3月8日、甲斐国巨摩郡大井荘鰍沢（現在の山梨県南巨摩郡富士川町）で誕生した。俗姓は紀氏。父は武士の大井橘六、母は富士上方河合（現在の静岡県富士宮市）の由井家の娘であった（日亨『富士日興上人詳伝』6頁）。幼少期に父が亡くなり、母が武蔵国の綱島九郎太郎に再嫁したので、日興は母の父である河合入道蓮光に養われることとなった。
やがて初等教育を受けるため、現在の富士市中之郷にあったと推定される天台宗寺院である四十九院（現在は廃寺）に登った。さらに須津荘（現在の岳南鉄道須津駅周辺の地域）の良覚美作（みまさか）阿闍梨の下に漢学を、また同地の地頭である冷泉中将隆茂から歌道・書道を学んだ。四十九院に登ってから伯耆公と呼ばれた（日亨『富士日興上人詳伝』9頁、大石寺『日興上人日目上人正伝』 15頁）。

### 日蓮に入門
四十九院で初等教育を修め、さらに須津荘で漢学や書道も学んだ日興は、その後、四十九院と密接な関係にあった天台宗寺院の実相寺（富士市岩本、現在は日蓮宗寺院）に登り、修学に励んだ。実相寺は当時、一切経を蔵する大寺院であった。伝承によれば、正嘉元年（1257年）8月、鎌倉の大地震に遭遇した日蓮は、災害の原因を仏法の眼によって究明すべく、「立正安国論」執筆の準備のため、正嘉2年（1258年）2月、実相寺の経蔵において一切経を閲読したが、その折に日興は日蓮に接して感銘を受け、日蓮の門下となることを願い出たとされる（日精「家中抄」『富士宗学要集』 第5巻147頁）。日蓮の指示があったためか、日蓮の弟子となってからも日興は実相寺において仏教全般にわたる修学を持続している。日興は、その後も弘安期に至るまで四十九院の供僧（本尊に供奉する僧侶）の身分を持っていた。
日興が日蓮のもとに赴いたのは、弘長元年（1261年）、日蓮が伊豆の伊東に流罪された時と伝えられる（日精「家中抄」）。日興は伊東において日蓮に給仕しただけでなく、周辺への弘教にも努力し、熱海の真言僧を折伏して日蓮の門下とした（日亨『富士日興上人詳伝』14頁）。
弘長3年（1263年）2月、日興は流罪を赦免された日蓮に従って鎌倉に入った。鎌倉での日蓮の活動拠点は松葉ヶ谷の草庵であり、日興もそこで日興より前に日蓮門下となっていた日昭・日朗らとともに日蓮に仕えながら日蓮の教化を受けたと思われる。

### 鎌倉期の活動
日興は日蓮の教化を受ける一方、独自に弘教活動に従事したが、主な舞台となったのは縁故のある富士方面だった。養親だった祖父・河合入道蓮光をはじめ、入道の子息・河合四郎光家、入道の娘である持妙尼、その夫・高橋六郎兵衛などが日蓮門下となっている。
文永2年（1265年）、日蓮は前年に逝去した門下である南条兵衛七郎の墓参のため、駿河国上野郷を訪れたが、その際に富士方面に詳しい日興が随行したとされる（大石寺『日興上人日目上人正伝』38頁、ただし同書ではその根拠を提示していない）。
この時期、日興は甲斐国波木井郷（現在の山梨県身延町）の地頭・波木井実長を折伏し、日蓮門下とした。実長が日蓮に帰依したのは文永6年（1269年）頃と推定される（日亨『富士日興上人詳伝』810頁）。実長は鎌倉番役のために鎌倉に出府する道の沿道にある四十九院で日興と出会い、入信した（日亨『富士日興上人詳伝』787頁。同書には「初老と青年と、俗と僧との異あるも、ともに甲南の出身で、意気相投じてしだいに宗義にも進み、一族ともに念仏を捨てて法華に帰し、みな興尊の門下にはいり、播磨公越前公の僧分をも出すに至った」と述べられている）。実長の入信後、波木井一族から播磨公・越前公などの日蓮門下の僧侶が輩出した。
文永7年（1270年）には、後に日蓮の本弟子六人（六老僧）の一人となった日持（甲斐公）が日興によって日蓮門下となっている。日持は駿河国庵原郡松野（現在の静岡県富士市）の出身で、7歳の時に四十九院に登ったが、そこで日興と出会って日興の弟子となり、日興に従って日蓮に帰依した。
また弘教のかたわら日興は、文永5年（1268年）8月、「実相寺衆徒愁状」を執筆し、志を同じくする複数の僧侶とともに実相寺院主の腐敗を幕府に訴え出た（日興の真筆による同愁状の草案が北山本門寺に現存する。『富士宗学要集』第10巻306頁、『日興上人全集』93頁）。
実相寺は鳥羽法皇の帰依を得ていた天台僧智印が久安元年（1145年）に建立した寺院だが、幕府が補任した第4代院主慈遍に至って、伽藍の修繕を怠るだけでなく、寺院財産を私物化し、遊女を寺に入れて飲酒にふけるなどの乱行が顕著となった。日興はその乱行を具体的事実を挙げて糾弾し、幕府に提訴したが、それに対する幕府の対応は明らかになっていない。訴状の草案を日興が執筆した事実は、当時、日興が、実相寺の僧侶の間で相応の存在感をもっていたことを物語っている。建治年間以後、実相寺の住僧の中から筑前房・豊前房など日蓮の門下となる人々が出ている。

### 佐渡期の活動
文永8年（1271年）、日蓮が龍の口の法難を経て佐渡流罪の処分を受けた際、日興は数人の弟子とともに日蓮に随行して佐渡に赴き、文永11年（1274年）、日蓮が赦免されて鎌倉に帰還するまで日蓮に給仕している（日道「御伝土代」『富士宗学要集』第5巻7頁。ただし近年、大石寺第6世日時を「御伝土代」の作者とする説が出されている）。
日興は佐渡においても弘教に力を注ぎ、佐渡における日蓮門下の中心的存在となった阿仏房の入信も日興の働きが大きく、阿仏房一族はじめ佐渡の門下は日蓮滅後においても日興門流に属している。この点について『日蓮宗宗学全書』の「日興上人略伝」は「文永八年聖祖佐渡遠島の事あるや、上人（日興）また従て佐渡に渡り、在島三ヶ年常に師側に侍して、薪水の労に服す。阿仏房等上人の化縁佐渡に存するものあるは是が為めなり」（『日蓮宗宗学全書』第2巻1頁）と述べている。
日蓮は佐渡において、佐渡百幅といわれるように多数の曼荼羅本尊を図顕し、「開目抄」「観心本尊抄」など多くの著述を行って鎌倉期からさらに発展した教義を展開していったが、日興は日蓮に常随給仕する中で日蓮の新たな思想を吸収していったと推定される。

### 身延期の活動
日蓮は、佐渡流罪から赦免された文永11年（1274年）4月8日、侍所の所司として幕府内部に大きな権力を持っていた平左衛門尉頼綱と会見し、蒙古調伏の祈禱を真言僧に行わせるべきではないと警告して、文応元年（1260年）の「立正安国論」の提出以来3回目となる国主諫暁を行ったが、幕府はその諫暁を無視した。3度にわたる諫暁も幕府が受け入れないことを確認した日蓮は、これ以上幕府に働きかけても無意味であると感じ、鎌倉を退去したが、鎌倉退去後の落ち着き先としたのは波木井実長が地頭として統治していた甲斐国身延だった。波木井実長は日興の折伏で日蓮門下となっており、日蓮が身延の地を滞在地として選んだ背景には日興の勧めがあったと考えられる。
日蓮は日興の案内のもと、文永11年（1274年）5月17日、身延に到着した。波木井実長はさっそく日蓮が居住するための庵室の建設に取り掛かり、1か月後、横3間縦2間の簡素な庵室が完成した。日興は、それを見届けた後、直ちに甲斐・駿河・伊豆方面の弘教活動を再開した。
同年、日興は南条兵衛七郎の長女が嫁いでいた伊豆国仁田郡畠郷（現在の静岡県田方郡函南町）の新田五郎重綱の家を訪れ、新田家を教化している。また、重綱の5男である虎王丸（後の大石寺第3世日目）が畠郷にほど近い走湯山（伊豆社、平安時代から始まる神仏混淆の社寺。伝承によれば、起源は古墳時代以前という）で初等教育を受けていることを知り、当時、15歳だった虎王丸と対面した。日興の教えを受けた虎王丸は日興の弟子となることを決意し、2年後の建治2年（1276年）4月、正式に日興の弟子として出家得度した（『日興上人日目上人正伝』280頁）。同年11月、身延に登って日蓮に謁し、宮内卿の公（または新田卿）の名を得て日蓮に常随給仕している（日道「御伝土代」、日亨『富士日興上人詳伝』454頁）。
文永11年（1274年）6月以降から本格的に開始された日興の甲斐・駿河方面の弘教により、波木井氏と同じ甲斐源氏に属する秋山・大井氏が日興に帰依した。建治2年（1276年）には秋山氏出身の山伏である寂日房日華が日興の弟子となって身延に登り、日蓮に給仕するに至った。日華はそれ以前に自分自身の弟子を持っており、その中から日仙・日伝・日妙らが日華に従って日蓮門下となっている（『日興上人日目上人正伝』72頁）。
駿河国上野郷の地頭・南条家では南条兵衛七郎の子息である南条時光が母親の後家尼とともに信仰を継承し、日蓮が身延に入山すると日蓮を訪れ、日興の指導を受けるようになった。このように、各種の人脈による日興の弘教は急速に拡大していった。

### 熱原法難
日興はかつて自身が修学した四十九院と実相寺、また駿河国富士郡熱原郷（現在は静岡県富士市）にあった有力寺院である天台宗寺院・竜泉寺（現在は廃寺）にも精力的に弘教活動を展開した。その結果、それらの寺の住僧や寺周辺の住民にも日蓮門下となる人々が現れていった。四十九院の住僧だったのが日位・日源、実相寺の住僧が筑前房・豊前房・肥後公、竜泉寺の住僧が日秀・日弁・日禅らである。その動きに対して、これらの寺院の院主や住職は危機感を抱き、結束して日蓮門下に改宗した僧侶を追放しようとした。日興と改宗した住僧らは住職たちの不当な迫害を幕府に訴えて対抗した。弘安元年（1278年）3月、日興らが連名で幕府に提出した「四十九院申状」は四十九院の住職の不法を幕府に訴え、公場対決（公開討論）を要求した訴状である。
当時は地方の有力寺院の住職まで幕府が直接任命する例が少なくなかった。竜泉寺の院主代・行智も熱原郷の領主である北条一族に属することから任じられたと推定される者で、正式の僧侶ではなかった（『日興上人日目上人正伝』82頁）。行智は寺院財産を私物化するだけでなく、寺の池に毒を入れて魚を殺し、それを村里に売り出すような乱行を重ねていたが、建治2年（1276年）には住僧である日秀・日弁・日禅に対して竜泉寺からの退去を要求した。
日秀らがそれに屈せず寺内にとどまって弘教活動を進めたため、行智側の迫害は激化し、弘安2年（1279年）には農民信徒に対する傷害や殺人事件まで惹起する事態となった。迫害が頂点に達したのは同年9月21日である。その日、農民信徒が集まって稲刈りの作業をしているところを弓矢・刀で武装した武士の騎馬集団が襲撃し、20人を逮捕した。農民信徒は直ちに鎌倉に移送され、平左衛門尉頼綱の館に勾留されて平頼綱の尋問を受けることになった（事件が北条得宗家の領地内で起きたものであるため、平頼綱は侍所の所司ではなく得宗家の家司〈内管領〉として事件を扱った）。
日興は直ちに鎌倉に移動し、鎌倉の中心的門下である四条金吾頼基らと対応を協議したと推定される。日蓮もこの事件を日蓮教団全体にかかわる重大事件と受け止め、10月1日、四条金吾に宛てて「聖人御難事」を送り、権力の迫害を恐れず戦い抜くよう門下一同を指導した。
行智側から農民信徒らに対する告訴状が出されたので、日興は幕府に提出する答弁書（陳状）を作成することにし、原案を身延にいる日蓮のもとに送付した。日蓮はその原案を後半に残して前半部分を自ら執筆し、陳状を完成させて10月12日、日興に返送した（日蓮の真筆は中山法華経寺に現存）。それが「竜泉寺申状」である。
農民信徒に対する尋問は苛烈を極め、平頼綱は農民信徒に対して法華の信仰を捨てるよう厳しく責め立てたが、誰一人として頼綱の脅迫に屈しなかったので、10月15日、頼綱は尋問を打ち切り、信徒のうち3名を斬首、残りを禁獄処分に処した（日興「弟子分帳」）。事件はそれによって事実上決着したが、天台宗側の迫害はその後も執拗に続いたので、日興も富士方面にいられなくなり、身延や遠州袋田の新池家などに避難せざるを得ない状況となった（日亨『富士日興上人詳伝』96頁）。

### 天奏と教義の継承
弘安4年（1281年）、第2回蒙古襲来（弘安の役）に前後して、日蓮は鎌倉幕府に対する諫暁が事態の改善にならないことを鑑みて天皇に対する諫暁を決意し、朝廷に対する申状を執筆した（その申状は「園城寺申状」と呼ばれる）。その上で日蓮は日興に指示し、京都に上って同申状を後宇多天皇に上奏せしめた。日蓮は翌、弘安5年（1282年）、さらに日目に命じて再度、朝廷に上奏せしめている。天皇は日蓮の申状を園城寺の碩学に検討させた結果、日蓮の申状を評価し、「朕、他日法華を持たば必ず富士山麓に求めん」と記した「下し文」を下賜した（日亨『富士日興上人詳伝』126頁）。園城寺申状と朝廷からの下し文は現存しないが、日興が入滅した元弘3年（1333年）の時点では存在していた（「日興上人御遺跡の事」『日蓮宗宗学全書』第2巻288頁、『富士宗学要集』第8巻18頁）。
日蓮は身延において、時には100人を超える門下に対して法華経の講義・談義を行った（日蓮「曾谷殿御返事」）。その日蓮の法華経講義を日興がまとめたのが「御義口伝」、日向がまとめたのが「御講聞書」と伝えられる。両書については今日、偽書説が有力だが、両書を全く日蓮とは関係のない偽書として全面的に排除するのは偏り過ぎているとの意見もある。偽書説に反対する立場からは、日蓮が身延で法華経を講義したのは事実であり、その記録をもとに日興や日向ないしはその門下が両書を編集した可能性は否定できないとする。その場合、両書は日興門流・日向門流の立場から見た日蓮の教義を伝える書として、日蓮の思想をうかがうための重要な資料となりうるとする（須田晴夫『新版 日蓮の思想と生涯』388頁以下）。
日興門流の日蓮正宗では、弘安2年（1279年）から弘安5年（1282年）にかけて「三大秘法口決」「百六箇抄」「御本尊七箇相承」「本因妙抄」などの相伝が日蓮から日興に授与され、日蓮の奥底の教義が伝えられたとする。日興門流以外の門流ではそれらの相伝を否定するが、日興と日昭・日朗・日向らとの教義理解は大きく相違しており、日興が他の五老僧と根本的に異なる主張を明確に打ち出した背景として日蓮からの相伝があった可能性があるとする見解もある（須田晴夫『日興門流と創価学会』158頁）。

### 日蓮の入滅と葬送
日蓮は、弘安5年（1282年）9月8日、常陸国（現在の茨城県）の温泉を目指して身延の地を発した。その旅程には日興のほか、波木井一族の子弟が随行した。しかし、日蓮の衰弱は進み、9月18日に武蔵国荏原郡（現在の東京都大田区）にある池上宗仲・宗長兄弟の館に到着したが、その先に進むことは不可能となった。池上に着いた日蓮は波木井実長に対して書簡を発したが、衰弱のため筆を執ることができず、随行していた日興が日蓮の口述を筆録した（「波木井殿御報」）。
10月8日、日蓮は、日昭・日朗・日興・日向・日頂・日持の6人を本弟子と定めた（日興「宗祖御遷化記録」『日蓮宗宗学全書』第2巻102頁、『富士宗学要集』第8巻2頁）。日蓮は、10月13日、滞在していた池上兄弟の館で入滅し、翌日、葬送と荼毘が行われた。10月16日、日興は「宗祖御遷化記録」を記し、日蓮の葬儀の次第を詳しく記録に残している（日興の真筆が現存する）。
なお日蓮正宗では、入滅に先立って日蓮は、日蓮一代の法義を全て日興に付嘱したとする「一期弘法付属書」と、日興を身延山久遠寺の別当と定めたとする「身延山付属書」を日興に与えたという。ただし日興門流以外の門流は、この両書を後世の偽作として否定している。

### 身延の別当
弘安6年（1283年）1月、日蓮の直弟子らは身延山で日蓮の百カ日忌法要を行ったが、その折に六老僧を含む門下が日蓮の墓所を月番交代で守護することが定められた。門下が墓所を月番交代で守ることは日蓮の遺言であり、日興の真筆が現存する「墓所可守番帳事」が「宗祖御遷化記録」の末尾に加えられている（「墓所可守番帳事」には日昭・日朗・日興・日持の直筆の署名がある）。しかし、墓所の月番守護は形だけ定められたのみで、実際には行われなかった。
弘安7年（1284年）10月、日興は身延山において日蓮の三回忌法要を行った（日興「美作房御返事」『日蓮宗宗学全書』第2巻145頁）、日精「家中抄」『富士宗学要集』第5巻227頁）。この時期、身延山は日興が別当となって運営されたと考えられる。日興は他の直弟子らが墓所の月番を守らないのを遺憾としていたので、弘安8年（1285年）、六老僧の一人である日向が身延に登山してきたことを歓迎し、日向を学頭職に補任した（日興「原殿御返事」『日蓮宗宗学全書』第2巻171頁、大石寺『富士年表』54頁）。

### 身延離山
日蓮の葬送や百カ日忌法要にも参列しなかった日向と日蓮の墓所を守ってきた日興の教義的見解の相違は次第に顕著になってきた。地頭の波木井実長は日興よりもむしろ日向の意見に従うようになり、日興の再三にわたる警告も無視するようになった。日向の影響下における波木井実長の行為を日興は問題視し、このまま身延に在住していたのでは日蓮の教義を保持することはできなくなるとの危機感を強めた。
日興が問題視した実長の行為とは、①釈迦の仏像を造立して本尊としようとしたこと、②日蓮が禁止した神社参詣を行ったこと、③念仏の石塔などの謗法に供養したことである（日興「原殿御返事」『日蓮宗宗学全書』第2巻170頁）。結局、実長の姿勢が改まる可能性がないことを見極めた日興は、正応2年（1289年）の春、日目・日秀らの門下とともに身延を離れた。その心境を波木井一族の門下に対して述べた「原殿御返事」では、日興を除く日蓮の弟子たちについて「師敵対」と断じ、日興のみが日蓮の正しい教義を保持しているとの自覚を明示している（「御弟子悉く師敵対せられ候いぬ。日興一人、本師の正義を存じて本懐を遂げ候べき仁に相当たって覚え候えば、本意忘るること無くて候」）。

### 大石寺の創建
身延を離れた日興は、とりあえず自身が幼年期を過ごした養家の河合家に滞在したが、まもなく上野郷の地頭・南条時光の要請を受けて南条家に入り、その年の10月、近くの大石が原に新寺院の建設を開始した。建設に当たっては南条家だけでなく、時光の姉が嫁いでいた伊豆の新田家、甲斐の秋山家等の援助があった。翌正応3年（1290年）10月、新寺院（大石寺）が完成し、日興は大石寺を拠点に門下の育成と弘教の進展に努めることとなった。大石寺での門下育成の結実として、日興は、日蓮が晩年に本弟子6人を定めた先例に倣い、自身の高弟6人を本弟子に定めた。その6人とは、日目・日華・日秀・日禅・日仙・日乗である。

### 重須談所の開設と教域の拡大
永仁6年（1298年）、53歳の日興は大石の寺の経営を南条家出身の日目に譲り、自身と弟子達は大石寺を辞して東へ半里ほど離れた重須の地に重須の寺を建立し、そこを本陣として御影堂と垂迹堂等を建てて教線を拡大していった（現在の北山本門寺）。
建設には南条家のほか、南条時光の姉が嫁いだ重須の地頭・石川家の援助があった。
日興は重須の寺で日蓮の著述の講義を行い、門下の育成に力を注いでいる。
日興が講学に努めたのでそこは別名重須の談所とも呼ばれ、正安2年（1300年）には学僧であった日澄（六老僧の一人である日頂の弟）が日興に帰伏してきたので、日興は嘉元2年（1304年）に日澄を重須談所の初代学頭に任じている。
さらに乾元元年（1302年）には日頂も幕府の迫害を受けて鎌倉から退避し日興に従順し、重須北側に正林寺を創建して日興の活動を助けた。
日澄の死後、文保元年（1317年）、日興は日澄の弟子で比叡山で研鑽を重ねてきた日順を第2代学頭に任じ、門下の育成に努めた（日亨『富士日興上人詳伝』282頁）。
重須の寺での人材育成の努力の結果、日興のもとに多くの僧侶が育ったので、重須時代に成長した新進のうち本弟子6人を定めた（大石寺時代に定めた6人を本六人（本六）、重須時代の6人を新六人（新六）と呼ぶ。新六は日代・日澄・日道・日妙・日郷・日助の6人）。
本六・新六を中心にした日興門下の弘教は各地に及び、東北・関東地方から近畿・北陸・山陰・四国・九州まで日興門流の教域が拡大されていった。

### 国家諫暁の実践
立正安国論の提出以来、鎌倉幕府および朝廷に対する国家諫暁（国主諫暁）を行ってきた日蓮に倣って、日興も幕府と朝廷への諫暁を続けた。日興の申状で幕府に宛てたものは正応2年（1289年）1月、元徳2年（1330年）3月、朝廷に宛てたものは嘉暦2年（1327年）8月の申状が今日まで伝わっているが、実際の諫暁はこの3回だけでなく、それ以外にも頻繁に行われたと見られる（『富士宗学要集』第8巻331頁）。幕府や朝廷に対する申状の奉呈は、日目らの門下によって実行された。
頻繁に行われた国家諫暁は六老僧の中では日興だけに見られる顕著な特徴で、日興のこの行為は日興滅後、日目・日道ら日興門流の門弟に継承された。五老僧が鎌倉幕府に出した申状も伝わるが、幕府に対する追従に終始し、諫暁の趣旨は見られない。

### 「富士一跡門徒存知の事」「五人所破抄」の作成
日蓮正宗によれば、日興は自身と五老僧の相違点を明確に後世に残すべく、重須談所初代学頭・日澄に「富士一跡門徒存知の事」の作成を指示し、原案を作成した日澄の死後は自身が追加の8箇状を加えて完成させた（日興と五老僧の対立点を「五一相対」と呼ぶ）。さらに「富士一跡門徒存知の事」をもとに、日興と五老僧が義絶するに至った理由を明確にするため、第2代学頭・日順に命じて「五人所破抄」を執筆させた（大石寺『日興上人日目上人正伝』178頁）。
日蓮宗では、それを否定して両書は日興の滅後、日興の名に仮託して作成されたものであり、「五人所破抄」の作成者は日興の弟子の日代であるとする（『日蓮宗事典』325頁、103頁）。
日蓮正宗側は次のように主張する。
1. 「富士一跡門徒存知の事」に「日興集むる所の証文」として挙げられている要文集は、日順の「日順阿闍梨血脈」によればほとんどが日澄が作成・収集したもので、その事実に照らして「富士一跡門徒存知の事」の作成者は日澄とすることが妥当である（日淳「富士一跡門徒存知事の文に就いて」『日淳上人全集』1199頁）。
2. 「富士一跡門徒存知の事」の追加の8箇条は文体に照らして日興の執筆によるものであり、その冒頭に他と区別して日澄について言及している事実は日澄が「富士一跡門徒存知の事」の本体部分の作成者であること念頭に置いた故と推定できる（日淳・前掲書1204頁）。
3. 「日順阿闍梨血脈」によれば、日興から日順に対し、日澄の作業を受け継いで五一相対を明確にする文書を作成するよう指示があり、日順が「五人所破抄」を完成させて日興の高覧に呈したことが述べられている（「日順阿闍梨血脈」には「汝、先師（日澄）の蹤跡を追ふてまさに五一の相違を注せよと云云。忝くも厳訓を受けてなまじいに紙上に勒しほぼ高覧に及ぶ」『富士宗学要集』第2巻24頁）とある）。この文から日澄が作成した「富士一跡門徒存知の事」を下敷きにして日順が「五人所破抄」を執筆したと考えられる。
4. 「五人所破抄」の現存する日代写本の末尾には「嘉暦三（戊辰）年七月草案日順」との日順自筆の署名がある。このことも日順が「五人所破抄」の作成者であることを裏づけている（大石寺『日興上人日目上人正伝』183頁）。

### 入滅
日興は、元弘2年（1332年）11月、最終的に大石寺を日目に譲ることを明示した「日興跡条条事」（『日蓮宗宗学全書』第2巻134頁）を日目に授与し、元弘3年（1333年）1月には「日興遺誡置文」26箇条（『日蓮宗宗学全書』第2巻131頁、『富士宗学要集』第5巻）を定めて門下一同に未来にわたる指針を示した。冒頭には「富士の立義いささかも先師の御弘通に違せざること」（第1箇条）、「五人の立義一一に先師の御弘通に違する事」（第2箇条）と改めて五一相対を強調している。
同年2月7日、日興は永仁6年（1298年）以来、35年にわたって在住した重須の地で入滅し、翌日、葬儀が行われた。その模様は弟子の日郷（日毫とも書く。保田妙本寺開基）が「日興上人御遷化次第」（『日蓮宗宗学全書』第2巻270頁）として記録している。
墓所は北山本門寺にある。

## 年譜
- 寛元4年（1246年）3月8日、甲斐国大井庄鰍沢（山梨県富士川町鰍沢）で誕生。
- 正嘉2年（1258年）、富士岩本の実相寺へ入室。名を伯耆房と賜わる。2月、日蓮が『立正安国論』の執筆に際し大蔵経を閲覧するため岩本の実相寺へ入った折、弟子となった。
- 弘長元年（1261年）5月12日、日蓮が伊豆に配流（伊豆流罪）され、日蓮正宗の文献『日興上人詳伝』によると、日興が同行して常随給仕をしたとされる。また伊豆宇佐美・吉田の地を弘教した。
- 弘長2年（1262年）、熱海真言僧金剛院行満が、日興の折伏により改衣して日行と名乗り、自坊を大乗寺と号した（日興上人詳伝）。
- 文永8年（1271年）10月10日、日蓮が相模依智本間邸を発し佐渡に向かった際（佐渡流罪）、日興が同行して常随給仕をしたとされる（日興上人詳伝）。
- 文永11年（1274年）、佐渡一ノ谷を出発し、日蓮身延山に入る。甲斐、駿河で布教をした。このころ日目、はじめて日興に謁す。
- 建治元年（1275年）1月下旬、南条家に到り故兵衛七郎行増の墓に代参し、富士下方を弘教した。日興の教化により、駿河熱原滝泉寺寺家下野房日秀・越後房日弁・少輔房日禅・三河房頼円、及び在家若干が帰伏して弟子となった。日興及び日向・覚乗房富士加島高橋家で弘教した。
- 建治2年（1276年）4月8日、日目、伊豆走湯山円蔵坊において日興により得度。
- 弘安2年（1279年）1月、興津時業、日興書写の法華経一部を請く。9月20日、日蓮、書を日興に与える。10月12日、日蓮、書を日興のほか、日秀・日弁等に報じ滝泉寺申状草案を与う。10月15日、日興等、鎌倉より日蓮に法難の状を急報する。10月17日、日蓮、書を日興はじめ日秀・日弁等に報ず。『三大秘法口決』を記す。日興に文永11年（1274年）12月の本尊〔万年救護本尊〕を与える。
- 弘安3年（1280年）2月、日興、遠江の新池家に在り。
- 弘安4年（1281年）、日興、園城寺申状を代奏す〔初度天奏〕。
- 弘安5年（1282年）9月、日蓮は『日蓮一期弘法付嘱書』（身延相承）をもって日興を本門弘通の大導師と定め、10月13日、『身延山付嘱書』（池上相承）をもって身延山久遠寺の別当職（貫主）と定めて死去した、と日蓮正宗では主張している[13][14]。その一方で、日蓮宗は、両書を宗祖滅後150年頃成立の偽書と位置付けて[15][16]同主張を是としておらず[注釈 2]、日興身延在山時代には、「日興は自身を院主、日向を学頭に当て〔た〕長老合議制」が敷かれていた、としている[17]。日蓮正宗では、両書をあわせて『二箇相承書』としている[18]。
- 弘安10年（1287年）10月13日、初めて大曼荼羅本尊を書写（宮城県登米市・上行寺所蔵）。

その後、日向や、身延の地頭・波木井実長との意見の相違から、日興は身延山を降りた (身延離山)。
- 正応元年（1288年）12月16日、身延山久遠寺を出立、越前房の私坊に逗留する。
- 正応2年（1289年）6月5日、富士河合の由比入道の家に逗留する。しばらくして駿河国上野郷の南条時光の館（現在の下之坊）に逗留する[19]。
- 正応3年（1290年）10月12日、南条時光の寄進により大石寺が建立し、翌日の10月13日、日興は日目に内々に法を付し[20]、大石寺学頭として、第三祖日目が一門の統率をした。同年、弟子らにより宿坊が建立された。
- 永仁6年（1298年）2月、足かけ10年過ごした大石寺を離れ、日興は重須談所（大石寺近郊、現在の北山本門寺）に移った[21]。
- 正慶2年（1333年）1月13日、二十六箇条の『遺戒置文』をもって将来の指針を示し、2月7日、88歳をもって、35年に渡って住んだ重須にて死去した[22][23][24]。

## 五一相対

### 日蓮正宗の考え
日蓮の六人の直弟子は、日興と他の五人の弟子（日昭、日朗、日向、日頂、日持の五僧、以下「五老僧」と記す。）との間で、次に対比されるように、考えが大きく異なる。両者の違いが、日興の身延離山の遠因となる。
- 五老僧は、日蓮の法門が天台宗の範疇にとどまると認識したので「天台沙門」と名乗ったのに対し、日興は、天台の法門は迹門であり、日蓮の法門は本門であるとするので、「天台沙門」の呼称を認めず、「日蓮聖人の弟子」（『日蓮宗宗学全書』第2巻95頁）と名乗った。
- 五老僧が伊勢神宮などの神社の参拝を認めたのに対し、日興は謗法の国には善神がおらず、悪鬼神が住んでいるとするので神社参詣を認めない。諸天善神は謗法の国を捨て去るとの「神天上の法門」は諸経典に説かれるだけでなく、日蓮自身が「立正安国論」などで繰り返し強調している。
- 五老僧は、法華経を書写し、法華経全体を読誦するなどの修行を行ったのに対し、日興は、それらの修行は末法の時代の修行ではないとしてそれを退け、唱題と折伏を修行の根幹とした。日蓮は「四信五品抄」で書写や読誦などの「五種の妙行」は唱題という末法の修行の妨げになるとし、「如説修行抄」などで末法においては摂受ではなく折伏を行ずべきことを明示している。
- 五老僧が釈迦の仏像を本尊としたのに対し、日興は文字曼荼羅を本尊とした。日蓮は「観心本尊抄」で文字曼荼羅を「本尊」と明確に規定し、「阿仏房御書」で「あまりにありがたく候へば宝塔をかきあらはしまいらせ候ぞ。子にあらずんばゆづる事なかれ。信心強盛の者に非ずんば見する事なかれ。出世の本懐とはこれなり」（日亨編『日蓮大聖人御書全集』1304頁）と文字曼荼羅を自身の出世の本懐としている。日蓮が門下に対して釈迦の仏像造立を勧めた例は皆無であり、釈迦の仏像を本尊とすることは日蓮の意に違背する。
- 五人が日蓮の法門は天台宗であるとして比叡山での出家受戒を認めるが、日興は、日蓮の法門は天台宗を超越しているとするので比叡山での受戒を認めない。

### 日蓮宗の考え
(日蓮宗事典刊行委員会 1981, p. 84)には、「五一相対〔略〕は、日興離山の原因というよりはむしろ、日興の身延離山後、日興の遺弟が関東学派との対立意識の下に両派教学を特色づけんとして成立させたものである」とある。

### 立正大学日蓮教学研究所の考え
(立正大学日蓮教学研究所 1964, p. 76)には、「日興離山後、日興並びにその門家が5人との対立意識を燃えたたせ〔略〕たもので、当時の真相を物語るものではない。また五長老の方では何の対立意識も表明していないのであって、このような考え方は富士方面の一方的なものであった。」 とある。

## 弟子

### 本六人
本六人（ほんろくにん）とは、日興の本弟子6人のことである。永仁6年（1298年）の『弟子分本尊目録』に日興第一の弟子として6人記載されている。
- 寂日房日華（1252年-1334年）下条妙蓮寺・上条大石寺塔中寂日坊開基。二十家阿闍梨ともいう。
- 新田卿蓮蔵房日目 （1260年-1333年）上条大石寺第3祖[27][28][29][30][注釈 1]
- 下野公日秀（？-1329年）上条大石寺塔中理境坊開基。
- 少輔公日禅（？-1331年）上条大石寺塔中南之坊・静岡東光寺開基。
- 摂津公日仙（1262年-1357年）讃岐本門寺・上条大石寺塔中上蓮坊（後の百貫坊）開基。
- 了性房日乗（？-1318年）鎌倉常在寺・上条大石寺塔中了性坊開基。

（『弟子分本尊目録』記載順）

### 新六人
日興は重須談所にて弟子の育成に努めたが、その晩年には本六人の大半が逝去していたため新たに6人の高弟を定める。彼らは本六人と区別するため新六人（しんろくにん）と呼ばれた。ただし、その人名については疑問が残されている。
- 日代(1297年-1394年） 重須養運坊・西山本門寺開基。
- 寂仙房日澄（1262年-1310年）重須初代学頭。
- 日道（1283年-1341年）大石寺第4世、重須行泉坊・大石寺塔中浄蓮坊開基。
- 日妙（1285年-1365年）北山本門寺第2世、甲斐蓮花寺住。
- 日郷（1293年-1353年） 保田妙本寺・大窪本妙寺開基。
- 日助 （？-1387年） 重須西之坊開基。

（『家中抄』記載順）

### 本六人・新六人以外の弟子
- 日尊（1265年-1345年）大石寺塔中久成坊・京都上行院開基。
- 三位房日順（1294年-1356年）重須第2代学頭。
- 日満（1308年-1360年）佐渡妙宣寺第2代・佐渡妙満寺開基。北国7箇国別当。
- 日行（？-1369年）大石寺第5世。大石寺塔中本住坊開基。

### 在家信徒の主な門下
- 南条時光（1259年-1332年）駿河国（現在の静岡県）上野郷の地頭。上条大石寺・下条妙蓮寺開基檀那。
- 高橋六郎兵衛（？-1275年）駿河国富士郡賀島在住。夫人は日興の叔母。
- 河合四郎光家（生没年不詳）駿河国富士郡西山在住。日興の叔父。
- 新田四郎信綱（生没年不詳）伊豆国（現在の静岡県）仁田郡畠郷在住。夫人は南条時光の姉。日目の兄。
- 石川新兵衛能助（？-1287年）駿河国富士郡重須の地頭。夫人は南条時光の姉。北山本門寺開基檀那・石川孫三郎能忠の父。
- 秋山与一信綱（生没年不詳）甲斐国（現在の山梨県）中巨摩郡中野村の地頭。
- 秋山孫次郎泰忠（？-1378年）秋山信綱の孫。讃岐本門寺開基檀那。

## 著作
- 「安国論問答」
- 「日興跡条条事」
- 「宗祖御遷化記録」
- 「弟子分本尊目録」
- 「五重円記」
- 「遺戒置文」
- 「佐渡国法華講衆御返事」
- 「富士一跡門徒存知事」[32][注釈 4]
- 「五人所破抄」
- 「美作房御返事」
- 「原殿御返事」

など

## 本尊（曼荼羅）書写
- 全部で300体ほど書写したといわれている。